# Ludwik Kajetan Rulikowski
Ludwik Kajetan Rulikowski herbu Korab (ur. 1784 w Świerżach, zm. 24 czerwca 1872 w Krakowie) – ziemianin, filantrop, sędzia pokoju, poseł na sejm Królestwa Polskiego z powiatu chełmskiego w 1818 roku, kolekcjoner.

## Życiorys
Był synem Ignacego łowczego chełmskiego i Marianny Gałęzowskiej. W 1814 został sędzią pokoju powiatu chełmskiego, w 1818 był posłem do sejmu Królestwa Polskiego. Od 1815 należał do loży masońskiej "Wolność Odzyskana". W 1831 przeniósł się do Krakowa zajmując się działalnością społeczną. Od 1844 działał w Komitecie opiekującym się Kopcem Kościuszki, Towarzystwie Dobroczynnym będąc w latach 1854-1860 wiceprezesem Rady Ogólnej. Od 1946 należał do Arcybractwa Miłosierdzia i Banku Pobożnego. W latach 1850-1853 był jego radcą. Interesował się astronomią i zgromadził pokaźny zbiór przyrządów i instrumentów astronomicznych, które ofiarował Uniwersytetowi Jagiellońskiemu i krakowskim szkołom oraz księgozbiór ofiarowany Towarzystwu Naukowemu Krakowskiemu. 14 września 1869 
"...za dar złożony w instrumentach naukowych i książkach dla instytucji naukowych w Krakowie..."
został Honorowym Obywatelem Miasta Krakowa. W testamencie spisanym w 1871 pozostawił legaty dla wszystkich instytucji w których działał za życia, kolekcje zegarów przekazał UJ oraz TNK oraz zapisał 1500 złr na renowację Sukiennic. Pochowany został na cmentarzu Rakowickim

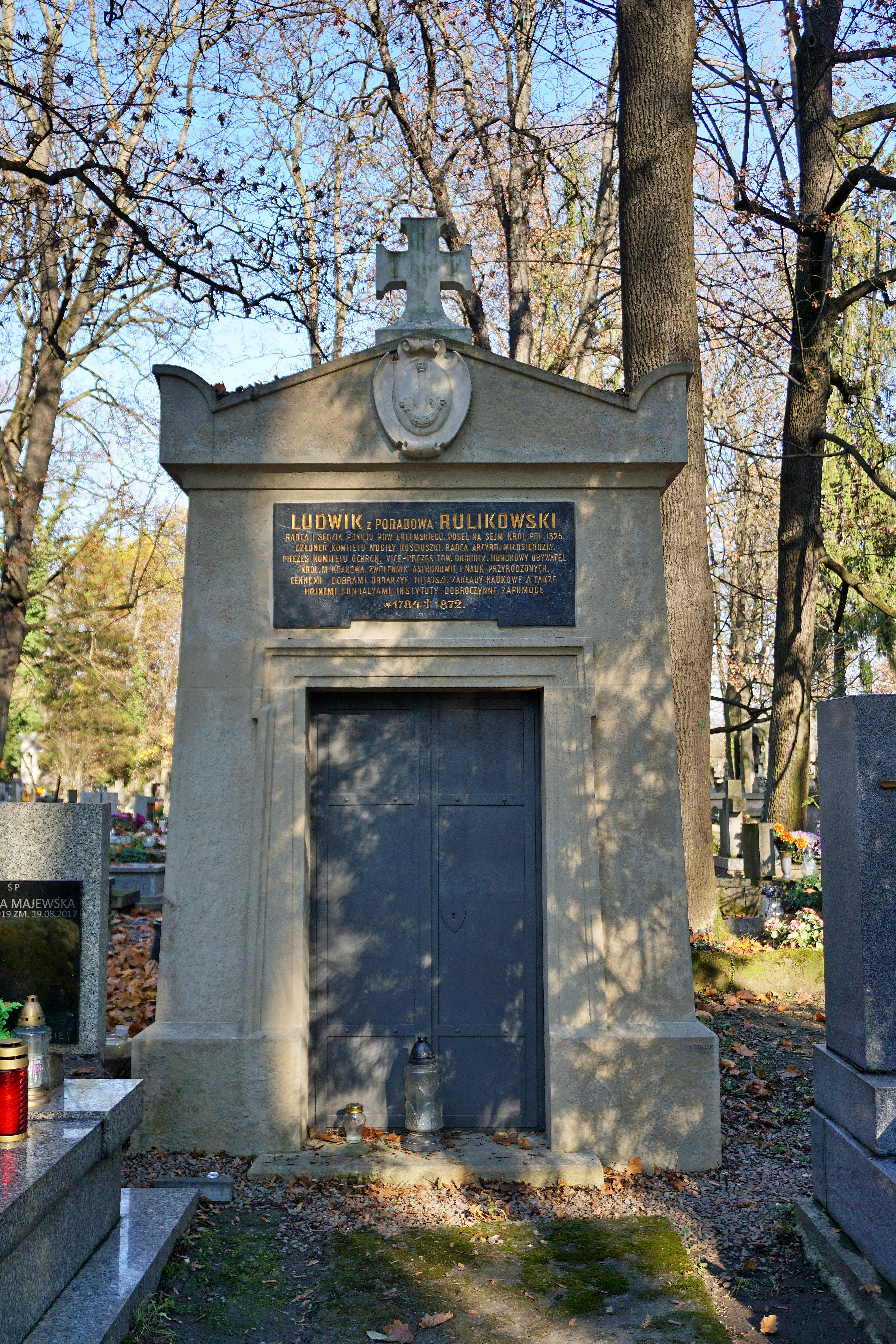
Cmentarz Rakowicki
Grób Ludwika Kajetana Rulikowskiego